# Gvatemala
Republika Gvatemala država je u Srednjoj Americi, koja izlazi na Tihi ocean i Karipsko more. Na kopnu graniči s četiri države: Meksikom, Belizeom, Hondurasom i Salvadorom. Neovisna je od 1821. godine.

## Povijest Gvatemale

### Pretkolumbovsko razdoblje
Prvi dokazi o ljudskim naseljenicima u Gvatemali sežu barem do 12.000. pr. Kr. Postoje neki dokazi da je bilo života još 18 000 godina prije Krista, kao što su glave od opsidijana pronađene u različitim dijelovima zemlje. Postoje arheološki dokazi da su rani doseljenici Gvatemale sakupljači i lovci, ali uzorci peluda iz Peténa i s Pacifika ukazuju na to da se uzgoj kukuruza razvio 3500 g. prije Krista.
Arheolozi su podijelili pretkolumbovsku povijest Srednje Amerike na 3 razdoblja: pretklasično od 2000 g. prije Krista do 250 nakon Krista, klasično 250 - 900 nakon Krista i kalističko 900-1500 nakon Krista. Donedavno se smatralo da su u pretklasičnom razdoblju, živjeli poljoprivrednici u malim selima. Nedavno je otkrivena spomenička arhitektura tog razdoblja, kao što je i žrtvenik u La Blanci, San Marcos. El Mirador je bio najveći naseljeni grad u pretkolumbijskoj Americi. Mirador je bila prva politički organiziranje države u Americi, nazvana Kan Kraljevstvo u antičkim tekstovima. Bilo je 26 gradova, a svi su bili povezani umjetnim brdima koji su nekoliko kilometara dugački, do 40 metara širine, i dva do četiri metra iznad tla, betonirani sa žbukom, koja se jasno izdvaja od zraka. 
Klasično razdoblje odgovara civilizaciji Maya. Predstavljeno je brojnim lokacijama diljem Gvatemale, iako je najveća koncentracija je u Peténu. Ovo razdoblje karakterizira razvoj neovisnih gradova-država i kontakt s drugim kulturama Srednje Amerike. Trajalo je oko 900 godina, nakon čega su propale klasične civilizacije Maya. Pripadnici Maya su ubijeni ili su umrli od gladi.
Dne 1. veljače 2018. godine u gvatemalskim prašumama arheolozi su otkrili preko 60 000 majanskih građevina. Znanstvenici raspravljaju o uzrocima propasti Maya.

### Španjolska kolonizacija
Po dolasku u ono što se zove Novi svijet, Španjolska je početkom 1519. poslala nekoliko ekspedicija na Gvatemalu. Hernán Cortés, koji je vodio španjolska osvajanja u Meksiku, dodijelio je dozvolu kapetanu Gonzalu de Alvarado i njegovom bratu Pedru de Alvaradu da osvoje ovu zemlju. Tijekom kolonijalnog razdoblja, Gvatemala je bila generalna kapetanija (Capitanía General de Guatemala) kao dio Potkraljevstva Meksiko unutar Španjolske. Ova regija nije bila bogata mineralima (zlato i srebro) kao Meksiko i Peru te ju se nije smatralo važnom. Glavni proizvodi su šećerna trska, kakao, plava boja añil i crvena boja cochineal koja se dobiva od kukaca. Prvi glavni grad je dobio ime Tecpan Guatemala, osnovan 25. srpnja 1524. s imenom Villa de Santiago de Guatemala i bio je smješten u neposrednoj blizini Iximché.  11. rujna 1541. grad je potopljen kada se laguna u grotlu od Agua vulkana srušila zbog jakih kiša i potresa.

### Neovisnost i 19. stoljeće
Dana 15. rujna 1821. Gvatamela je proglasila svoju nezavisnost od Španjolske, ali je uklopljena u meksičko Carstvo, koje je dvije godine kasnije raspušteno.

## Politika Gvatemale
Gvatemala je predsjednička republika, pri čemu je predsjednik Gvatemale istodobno predsjednik države i predsjednik vlade. Izvršnu vlast vrši predsjednik i vlada koju imenuje. Zakonodavnu vlast vrši Kongres Republike. Sudstvo je neovisno. Alvaro Colom je predsjednik Gvatemale od 14. siječnja 2008.

## Departmani Gvatemale
| 1. Alta Verapaz 2. Baja Verapaz 3. Chimaltenango 4. Chiquimula 5. Petén 6. El Progreso 7. El Quiché 8. Escuintla 9. Guatemala 10. Huehuetenango 11. Izabal | 1. Jalapa 2. Jutiapa 3. Quetzaltenango 4. Retalhuleu 5. Sacatepéquez 6. San Marcos 7. Santa Rosa 8. Sololá 9. Suchitepéquez 10. Totonicapán 11. Zacapa |

## Gospodarstvo Gvatemale
Prema CIA World Factbook prihod Gvatemale je 5000 USD, međutim, ta zemlja se u razvoju i dalje suočava s mnogim socijalnim problemima i među je 10 najsiromašnijih zemalja u Latinskoj Americi. Distribucija dohotka ostaje vrlo neravnomjerna. Dio stanovništva živi ispod granice siromaštva. Nezaposlenih preko 400,000 (3.2%).
U posljednjih nekoliko godina u sektoru izvoznika netradicionalnih proizvoda brzo raste i ima više od 53 posto izvoza. Neki od glavnih proizvoda za izvoz su kava, voće, povrće, cvijeće, rukotvorine, odjeća i ostalo. Poljodjelstvo je glavni izvor gvatemalskog bogatstva. Glavni su proizvodi kava, banane, pamuk, šećer i začin kardamon. Kava zlatna kultura, istisnula je banane kao glavni izvozni artikl. Ona pokriva 40% državnog izvoza.

## Stanovništvo Gvatemale
Više od polovice stanovnika Gvatemale potomci su Maja i mješanci mestici, poznatih pod lokalnim nazivom Ladinos (potomci Španjolaca i raznih majanskih plemena). Stanovništvo je poglavito ruralno, rimokatoličko, manjim dijelom protestantsko i islamsko(1.200)  te pripadnici tradicionalnih majanskih religija. Prema popisu iz 2002. Gvatemala ima 13.314.079 stanovnika. Etnički sastav je šarolik. Bijelaca ima oko 12% i njima je španjolski materinji jezik. 3 186 429 gvatemalskih državljana govori nekim od indijanskih jezika kao materinskim (42.8% od ukupnog stanovništva), a najrasprostranjeniji je k'iche' majanski (1 000 000).
Ruralno stanovništvo pripada domorodačkim indijanskim zajednicama, poglavito Maya-Quiché, to su: Achí, oko 58.000 (1995) oko Rabinala u Baja Verapazu; Rabinal; Tzutuhil kod jezera Atitlán; Kekchí ili po ortografiji Maja   Q'eqchi  u departmanima Alta Verapaz, Petén, Quiché i Izabal; Mame; Pokomam kod grada Guatemala i u departmanu Jalapa; Ixil u departmanu Quiche; Quiché; Aguacatec u departmanu Huehuetenango; Cakchiquel u departmanu Chimaltenango; Chicomuceltec, tek manja zajednica, pretežno žive u Chiapasu; Chortí, blizu granice sa Hondurasom; Chuje, u Huehuetenangu; Garifuna ili Crni Karibi žive u Gvatemali tek u selima Livingston i Puerto Barrios na obali Gvatemale; Itzá, uz jezero Petén Itzá; Jacaltec u Huehuetenangu; Kanjobal i Zapadni Kanjobal ili Akatek u Huehuetenangu; Mopán, departman Petén; Pokonchi u departmanu Baja Verapaz i oko San Cristobala; Sakapultek u departmanu Quiché i Sipakapense u departmanu San Marcos, ogranci su Quichea; Tacaneco iz San Marcosa i Tektiteco Mame iz Tectitána; Uspantec iz departmana Quiché; Xinca; Chalchiteco.

## Zemljopis Gvatemale
Gvatemala je u srednjem dijelu brdovita, nizine postoje u južnom priobalju i u sjevernom Peténu. Dva planinska lanca djele zemlju na tri glavne regije: na gorje (planine); Pacifičku obalu (južno od brda) i regiju Petén (sjeverno od planina). Svi veći gradovi su smješteni u gorju i na Pacifiku. Te tri regije se razlikuju u klimi, nadmorskoj visini, i krajoliku, pružaju dramatični kontrast između tople i vlažne tropske nizine i hladnijih brdskih vrhova. Vulkan Tajumulco na 4220 metara je najviša točka u srednjoj Americi. Rijeke su kratke i plitke u Pacifičkom porječju, a veće i dublje u porječju Karipskog mora.

## Kultura Gvatemale
U gradu Guatemala ima mnogo knjižnica i muzeja, uključujući i Državni arhiv, Narodnu knjižnicu i muzej Arheologije i Etnologije koji ima veliku zbirku artefakata Maya. Postoje privatni muzeji, kao što je Ixchel, koji se fokusira na tekstil, te Popol Vuh, koji se fokusira na arheologiju Maya. Oba muzeja su smještena unutar kampusa sveučilčišta Universidad Francisco Marroquín. Gotovo svaka od 329 općina u zemlji ima mali muzej.

### Glazba
Glazba Gvatemale obuhvaća niz stilova i izraza. Maje su imale intenzivnu glazbenu praksu, kao što je dokumentirano spomenicima. Gvatemala je bila jedna od prvih regija u Novom svijetu koja je uvela europsku glazbu 1524. Mnogi skladatelji iz renesanse, baroka, klasičnih, romantičnih i suvremenih glazbenih stilova su pridonijeli radovima svih žanrova. Marimba je nacionalni instrument koji je razvio veliki repertoar za vrlo atraktivne komade koji su popularni više od jednog stoljeća.

## Poznati Gvatemalci hrvatskog podrijetla
- Franz Galich Mazariegos, književnik
- Manuel Galich (1913. – 1984.), književnik,[4] dobitnik nagrade Casas de las Americas 1961., nagrade Ollantay de Bogota 1977.[5], jedan od najvećih latinskoameričkih dramatika,[6] ministar javnog obrazovanja,[7] borac protiv diktature Jorgea Ubica[8]
- Luis Galich, glazbenik, pionir guatemalskog rocka (sastav Santa Fé), poznati pjevač

## Vanjske poveznice
- Karte departmana (1: 250,000
- Maya Spirit
- Literature
- Popol Vuh  Arhivirana inačica izvorne stranice od 10. travnja 2006. (Wayback Machine)
- Guatemala Travel
- Guatemala Website Directory  Arhivirana inačica izvorne stranice od 6. svibnja 2008. (Wayback Machine)
- World Factbook entry for Guatemala